# SN 1995T
SN 1995T – supernowa typu Ia odkryta 25 lipca 1995 roku w galaktyce A222712-0929. W momencie odkrycia miała maksymalną jasność 18,00m.